# John Thynne, Viscount Weymouth
John Alexander Thynne, Viscount Weymouth (auch Lord John Thynne) (* 29. November 1895; † 13. Februar 1916 bei Hulluch) war ein britischer Adliger und Soldat.
John Thynne entstammte der Familie Thynne. Er war der ältere Sohn von Thomas Thynne und dessen Frau Violet Mordaunt. Sein Vater erbte 1896 den Titel Marquess of Bath, worauf John als dessen Heir apparent den Höflichkeitstitel Viscount Weymouth führte. Er besuchte das Winchester College. Kurz nach Beginn des Ersten Weltkriegs begann er am 15. August 1914 seine Offiziersausbildung an der Militärakademie Sandhurst. Er beendete seine Ausbildung am 15. Dezember 1914 und trat im Januar 1915 in York dem Kavallerieregiment der Royal Scots Greys bei. Vor dem 20. Oktober 1915 wurde er an die Westfront versetzt. Im Rang eines Second Lieutenant fiel er bei Loos in Nordostfrankreich.
Thynne war unverheiratet geblieben. Nach seinem Tod wurde sein jüngerer Bruder Henry zum Erben seines Vaters.